# Vittorio Pezzuto
Vittorio Pezzuto (Genova, 16 agosto 1966) è un giornalista, scrittore e politico italiano con cittadinanza francese.

## Biografia
Vittorio Pezzuto è nato a Genova da padre italiano (morto quando lui aveva 8 anni) e madre francese. Per 10 anni milita nello scautismo cattolico. Laureatosi nel 1990 in Scienze politiche presso l'Università degli Studi di Genova, è stato consigliere regionale dal 1990 al 1995 (Lista Antiproibizionisti) e comunale nei periodi 1990-1993 e 1993-1995 per il Partito Radicale, a cui è iscritto dal 1983. In occasione delle elezioni europee del 1994, rinuncia al seggio in favore di Gianfranco Dell'Alba.
Con l'amico René Andreani dà vita nel 1984 alla rete 2 di Radio Reporter a Genova, con i primi programmi in lingue straniere per immigrati. La radio vince dopo due anni il concorso Rai aperto a tutte le radio private. Dall'ottobre 1997 è segretario dell'Associazione Radicale per l'informazione. Nel periodo 1995-1996 ha ricoperto l'incarico di segretario nazionale e coordinatore della Lista Marco Pannella-Club Pannella Riformatori.
Dal 2006 al 2008 è stato capo dell'ufficio stampa del gruppo parlamentare della Rosa nel Pugno durante il governo Prodi II. Viene rinviato a giudizio con Marco Pannella e altri per una manifestazione antiproibizionista, ma è assolto. Collabora con Radio Radicale, Il Foglio, Il Riformista, Il Secolo XIX, Vanity Fair, Smoking, Il Tempo, Il Riformista, Libero e Ideazione. Nel periodo 2008-2011 è stato portavoce e consulente del Ministro per la pubblica amministrazione e l'innovazione del governo Berlusconi IV Renato Brunetta. Pezzuto è anche tra gli ideatori delle vignette satiriche anti-fannulloni pubblicate sul sito del Ministero. Ha scritto una biografia su Enzo Tortora, Applausi e sputi. Le due vite di Enzo Tortora. Da questo volume e dal libro Fratello segreto di Anna Tortora è stata liberamente ispirata la fiction Il caso Enzo Tortora - Dove eravamo rimasti? trasmessa da Rai 1. In seguito ha autopubblicato il volume Marta Russo. Di sicuro c'è solo che è morta, dedicato al caso dell'omicidio di Marta Russo

## Opere
- Applausi e sputi. Le due vite di Enzo Tortora, Milano, Sperling & Kupfer, 2008; nuova edizione con materiale aggiuntivo nel 2016

## Film tratto da sue opere
- Il caso Enzo Tortora - Dove eravamo rimasti? (2012), film tv, regia di Ricky Tognazzi, sceneggiatura e soggetto liberamente tratti da Applausi e sputi di Pezzuto e da Fratello segreto di Anna Tortora.